# Philipp Riederer
Philipp Riederer (* 23. Juni 1991) ist ein ehemaliger österreichischer Fußballspieler und nunmehriger -trainer.

## Karriere

### Als Spieler
Riederer begann seine Karriere beim Kremser SC, bei dem er bis zur Reserve spielte. Zur Saison 2010/11 wechselte er zum sechstklassigen USV Furth, mit dem er zu Saisonende aber in die 1. Klasse abstieg. Insgesamt kam er zu 58 Einsätzen für Furth in den Spielstufen sechs und sieben. Zur Saison 2013/14 wechselte er eine Liga tiefer zum achtklassigen SC Senftenberg. Für Senftenberg absolvierte er 26 Partien in der 2. Klasse. Zur Saison 2013/14 kehrte er wieder nach Furth zurück. Für den USV kam er zu 38 Einsätzen in der 1. Klasse.
Im Jänner 2016 wechselte Riederer zum fünftklassigen SC Herzogenburg, für den er elfmal in der 2. Landesliga spielte. Zur Saison 2016/17 wechselte er ein drittes Mal nach Furth, für den er diesmal 13 Mal in der 1. Klasse zum Zug kam. Im Jänner 2017 schloss er sich dem achtklassigen USC Lengenfeld an. Für Lengenfeld kam er zu sieben Einsätzen in der 2. Klasse. Zur Saison 2017/18 legte er seinen Spielerpass zurück nach Krems, wo er Trainer der Reserve wurde. Parallel setzte er sich auch selber in der Reserveliga ein. Im Jänner 2018 wechselte er ein zweites Mal nach Herzogenburg, wo er nach drei Einsätzen nach der Saison 2017/18 seine Karriere als Aktiver beendete.

### Als Trainer
Riederer war ab 2013 Jugendtrainer beim Kremser SC und später auch beim SV Rehberg. In der Hinrunde der Saison 2017/18 war er Trainer der Landesliga-Reserve des KSC. Im Jänner 2019 wurde er Co-Trainer der U-15-Mannschaft in der AKA St. Pölten. Im August 2019 wurde er Co-Trainer von Markus Karner beim Zweitligisten SV Horn. Nach der Trennung von Karner verließ er das Team in der Winterpause der Saison 2019/20 wieder. Zur Saison 2020/21 wurde er dann Trainer der Amateure der Horner.
Im September 2022 übernahm Riederer interimistisch das Traineramt bei den Profis der Niederösterreicher. Nach zwei Spielen als Interimstrainer, in denen Horn zwei Siege holte, wurde er Mitte Oktober 2022 als Cheftrainer bestätigt. Die Saison 2022/23 beendete Horn als Vierter und erreichte damit das beste Endergebnis der Klubgeschichte. Die Saison 2023/24 beendeten die Niederösterreicher unter Riederers Führung als Achter im Mittelfeld der Liga. In der Saison 2024/25 belegte Horn nach zwölf Spieltagen als Vorletzter einen Abstiegsplatz, woraufhin Riederer im November 2024 entlassen wurde.